# Sungai Gambir Sako Tapan
Sungai Gambir Sako Tapan is een bestuurslaag in het regentschap Zuid-Pesisir van de provincie West-Sumatra, Indonesië. Sungai Gambir Sako Tapan telt 2702 inwoners (volkstelling 2010).